# (8583) Froberger
(8583) Froberger – planetoida z pasa głównego asteroid okrążająca Słońce w ciągu 5 lat i 250 dni w średniej odległości 3,18 au. Została odkryta 8 stycznia 1997 roku. Przed nadaniem nazwy planetoida nosiła oznaczenie tymczasowe (8583) 1997 AK6.